# Vozrožděnija
Ostrov Vozrožděnija (rusky Остров Возрождения, „Ostrov Znovuzrození“; uzbecky Vozrojdeniye oroli) byl původně ostrovem, od počátku 21. století už jen poloostrovem v jihozápadní části Aralského jezera.
Ostrov byl objeven v roce 1848 expedicí A. I. Butakova a pojmenován Ostrov cara Mikuláše I. V 60. letech 20. století, před počátkem vysychání Aralského jezera, měl celkovou plochu okolo 216 km2. Ostrov se spojil s pevninou díky pokračujícímu ústupu hladiny jezera v roce 2001. Nyní je rozdělen na uzbeckou a kazašskou část. Hlavním sídlem na ostrově byl Kantubek, který měl až 1500 obyvatel, ale nyní již neexistuje.

## Vývoj biologických zbraní
V roce 1948 byla na ostrově sovětskou vládou založena laboratoř pro výzkum, vývoj a testování biologických zbraní. Informace o této utajované laboratoři, označované pod kódem „Aralsk 7“, byly západním zemím předávány sovětskými přeběhlíky (z nich pravděpodobně nejvýznamnější byl Kanatžan Alibekov). Podle všeho byly na ostrově modifikováni původci anthraxu a moru. 
Pracovníci laboratoří opustili ostrov na konci roku 1991. Celá řada nebezpečných látek však nebyla řádně uskladněna nebo zničena a v průběhu následujících desetiletí se na jednotlivých nádobách s těmito látkami objevily netěsnosti. Kvůli pokračujícímu vysychání Aralského jezera a možnému propojení ostrova s pevninou se řada vědců obávala možné kontaminace pevniny nakaženými zvířaty. V roce 2002 byla na základě dohody mezi vládami Uzbekistánu a USA vyslána expedice čítající 113 odborníků, která neutralizovala přibližně 100–200 tun antraxu. Cena této operace byla vyčíslena na přibližně 5 milionů USD.